# 46-я улица (линия Куинс-бульвара, Ай-эн-ди)
|   |   |   |   |
| · | · | · | · |

|   |   |   |   |
| · | · | · | · |

«46-я улица» (англ. 46th Street) — станция Нью-Йоркского метрополитена, расположенная на линии Куинс-бульвара, Ай-эн-ди. Станция находится в Куинсе, в округе Астория, на пересечении Бродвея с 46-й улицей. На станции останавливаются маршруты: E (ночью), M (в будни днём и вечером) и R (круглосуточно, кроме ночи). Экспресс-пути, обходящие станцию стороной по спрямлённой трассе, используются маршрутами: E (круглосуточно, кроме ночи), F (круглосуточно) и <F> (в часы пик в пиковом направлении).
Станция представлена двумя путями и двумя боковыми платформами. Эта станция — локальная, т. к. обслуживается только локальными поездами линии. Сама станция окрашена в фиолетовые тона. Название представлено как в виде мозаики на стенах, так и в виде чёрных табличек на колоннах.
Платформы на станции не связаны проходами, что делает невозможным бесплатный переход между ними — сделать это можно только "через улицу", заплатив в соседнем вестибюле. Турникеты располагаются на уровне платформ с противоположных концов станции. Мезонина на станции нет. Основной и всегда открытый выход — западный, приводящий к перекрёстку Бродвея с 46-й улицей. Восточный выход ведёт к перекрёстку Бродвея с 48-й улицей открыт не всегда, в отличие от западного. Также есть вероятность существования ещё одного выхода, расположенного в центре платформ и приводящего к 47-й улице. Имеется большое количество дверей и огороженной территории на северной платформе.